# Radgenossenschaft der Landstrasse

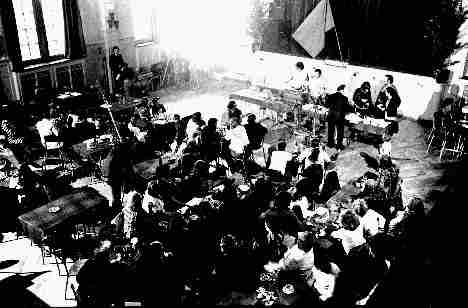
Öffentliche Gründungsversammlung der Radgenossenschaft in Bern, 1975

Die Radgenossenschaft der Landstrasse wurde 1975 als Selbstorganisation der Schweizer Minderheit der „Fahrenden“ gegründet. Damit ist sie die älteste der heutigen Selbstorganisationen von Jenischen und Sinti in Europa. Heute definiert sie sich als „Dachorganisation der Jenischen und Sinti, die nationale Minderheiten der Schweiz sind“. Sie ist als Dachorganisation der Jenischen und Sinti staatlich anerkannt. Am schweizerischen öffentlichen und rechtlichen Diskurs zu diesen Minderheiten nimmt sie mit gewichtigen und anerkannten Beiträgen teil. Als Teilnehmerin staatlich getragener Beratungen spielt sie eine anerkannte Rolle.

## Begegnungszentrum, Campingplatz, Öffentlichkeitsarbeit
2002 eröffnete die Radgenossenschaft ein Begegnungszentrum mit Dokumentationsservice und Museum in Zürich-Altstetten; es ist europaweit das einzige von einer jenischen Selbstorganisation betriebene Zentrum dieser Art. Seit 2016 führt die Radgenossenschaft einen eigenen Campingplatz, der ebenfalls ein Begegnungszentrum und Kulturort für Schweizer Jenische und Sinti ist, auf dem aber auch Angehörige der Mehrheitsgesellschaft und Touristen jeder Herkunft willkommen sind. Der Campingplatz Rania in der Gemeinde Zillis (GR) enthält feste Plätze mit Chalets und Rasenplätze für den Tagesaufenthalt; jährlich wird dort ein jenischer Sommermarkt organisiert. Die Radgenossenschaft ist auch die Hauptorganisatorin der Feckerchilbi, die alle zwei-drei Jahre als Treffen und Fest der jenischen Minderheit ausgerichtet wird. Mit der Vierteljahreszeitchrift Scharotl sowie Publikationen zur jenischen Geschichte und Kultur leistet sie Öffentlichkeitsarbeit und legt zugleich Grundlagen zur Definition des Selbstverständnisses der heutigen Jenischen in der Schweiz.

## Geschichte

### Gründung
Die Radgenossenschaft entstand in der Folge der 1968er-Bewegung. Die Mitgründerin, Geschäftsführerin und Redaktorin des Genossenschaftsblattes Scharotl, Mariella Mehr, erklärt 1982 in einem Interview: „Ich bin ein 68er-Kind“. Der Maler und spätere Präsident Walter Wegmüller nennt in einem Porträt die Radgenossenschaft insgesamt „ein Kind der 68er-Bewegung“.
1972 deckten Schweizer Medien auf, dass zwischen 1926 und dem Beginn der 1970er Jahre um die 600 Kinder aus fahrenden Familien vom Hilfswerk für die Kinder der Landstrasse zwangsweise ihren Familien fortgenommen und in Heim- und Anstaltserziehung sowie in mehrheitsgesellschaftliche Fremdfamilien umgesetzt worden waren. Im Zuge der gesellschaftlichen und politischen Diskussion des von weiten Teilen der Öffentlichkeit als massive Verletzung grundlegender Menschenrechte aufgenommenen sozialhygienisch motivierten Umerziehungsprogramms entstanden mehrere Selbstorganisationen von Betroffenen. 1973 wurden das Komitee „Pro Tzigania Svizzera“ und der „Jenische Schutzbund“ gegründet, denen 1975 die „Radgenossenschaft der Landstrasse“ folgte. Die Gründung war getragen von Jenischen, Manusch, Roma und mehrheitsgesellschaftlichen Unterstützern. Die öffentliche Gründungsversammlung im Restaurant „Bierhübeli“ in Bern stand im Zeichen einer Roma-Fahne: grün-blau geteilter Hintergrund mit einem Wagenrad im Zentrum.
Eine wichtige Rolle spielte in der Gründungszeit die jenische Journalistin und Schriftstellerin Mariella Mehr, der Maler Walter Wegmüller, „Rom-Kind aus dem Stamm der Kalderasch“, wie Mehr Opfer der behördlichen Kindswegnahmen, der der Minderheit der „Zigeuner“ nicht angehörende Schriftsteller Sergius Golowin, der Rom und Arzt Ján Cibuľa, später erster Präsident der International Romani Union und zugleich Verwaltungsrat der Radgenossenschaft.

### Hippiezeit: Fahrende und Zigeuner
Die Radgenossenschaft verstand sich zum Zeitpunkt ihrer Gründung als Gesamtvertretung der schweizerischen „Zigeuner“ bzw. „Fahrenden“, womit sämtliche Gruppen mit soziokulturell oder ethnisch ähnlicher Geschichte gemeinsam gemeint waren. Sie erhob den Anspruch, alle Schweizer „Fahrenden“ zusammenzuführen. Sie definierte sich in diesem Sinne als „Interessengemeinschaft des Fahrenden Volkes in der Schweiz“. Dazu betonte sie ihre Mitgliedschaft in der International Romani Union, zu deren Gründern die Schweizer Delegierten auf dem 2. Welt-Roma-Kongress in Genf 1978 gehörten, deren Sekretariat entsprechend ihrem Wunsch nach Bern, an den Wohnort des Gründungsaktivisten und Rom Ján Cibuľa kam, und der sie bis heute angehört. Die Radgenossenschaft hatte ein ausgeprägt internationalistisches Selbstverständnis. Die der Zahl nach dort dominierenden Schweizer Jenischen verstanden sich als Teil einer weltweiten Roma-Gemeinschaft. 

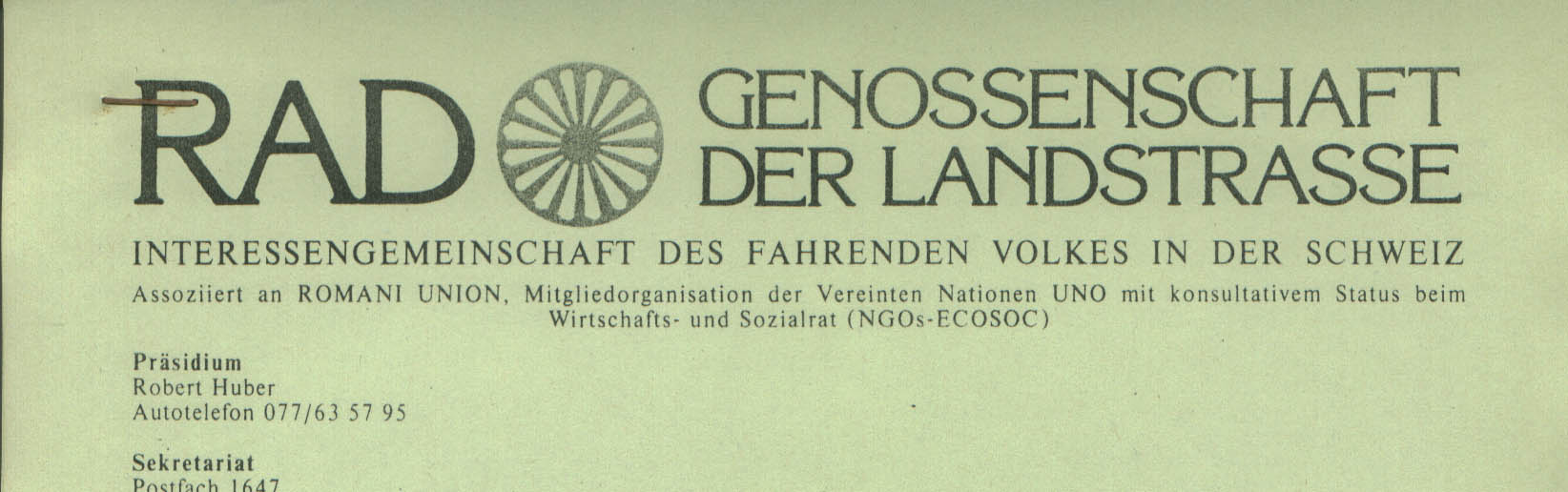
Selbstbeschreibung, 1991

In den Leitungsorganen der Radgenossenschaft waren als „Fahrende“ Jenische und Roma vertreten. In den ausgehenden 1970er Jahren war ihr Vorsitzender („Präsident“) Walter Wegmüller. Ein Restbestand des ursprünglichen Selbstverständnisses hat sich bei allen grundlegenden Veränderungen bis in die jüngere Zeit in der öffentlichen Meinung erhalten: Noch 2003 wurde die Radgenossenschaft als „der einzige jenische Verband in Europa“, beschrieben, der auch die Interessen der Sinti und Roma vertreten wolle.
Während Roma, Sinti, Manusch und Jenische unter dem Dach der Radgenossenschaft zusammenkamen, grenzte man sich von anderen „Fahrenden“ ab, gemeint vor allem jene des zirzensischen und Unterhaltungsgewerbes und konzentrierte sich auf die ethnische Gemeinschaft: „Die Zigeuner bilden ein gemischte Gemeinschaft von Sinti, Romani und Jenischen, zusammengeschweisst durch ihr Schicksal, durch Verfolgung und Misstrauen der sesshaften Umwelt.“ Davon zu unterscheiden seien „die übrigen Fahrenden in der Schweiz, Schausteller, Jahrmarkthändler, Chilbi- und Zirkusleute“, weil sie aus „nichtzigeunerischen Familien“ kämen.
Die Radgenossenschaft war eingebettet in eine Bürgerrechtsbewegung gegen die soziale und rechtliche Diskriminierung von „Zigeunern“. In öffentlichen Aktionen machte sie auf die soziale und rechtliche Lage der Minderheit aufmerksam. Zu den bekanntesten von ihr initiierten Ereignissen gehört die Besetzung des Luzerner Lido (des Strandbad-Geländes) durch 67 Wohnwagen im Jahre 1985, die zur Bereitstellung von Wohnwagenplätzen führte.

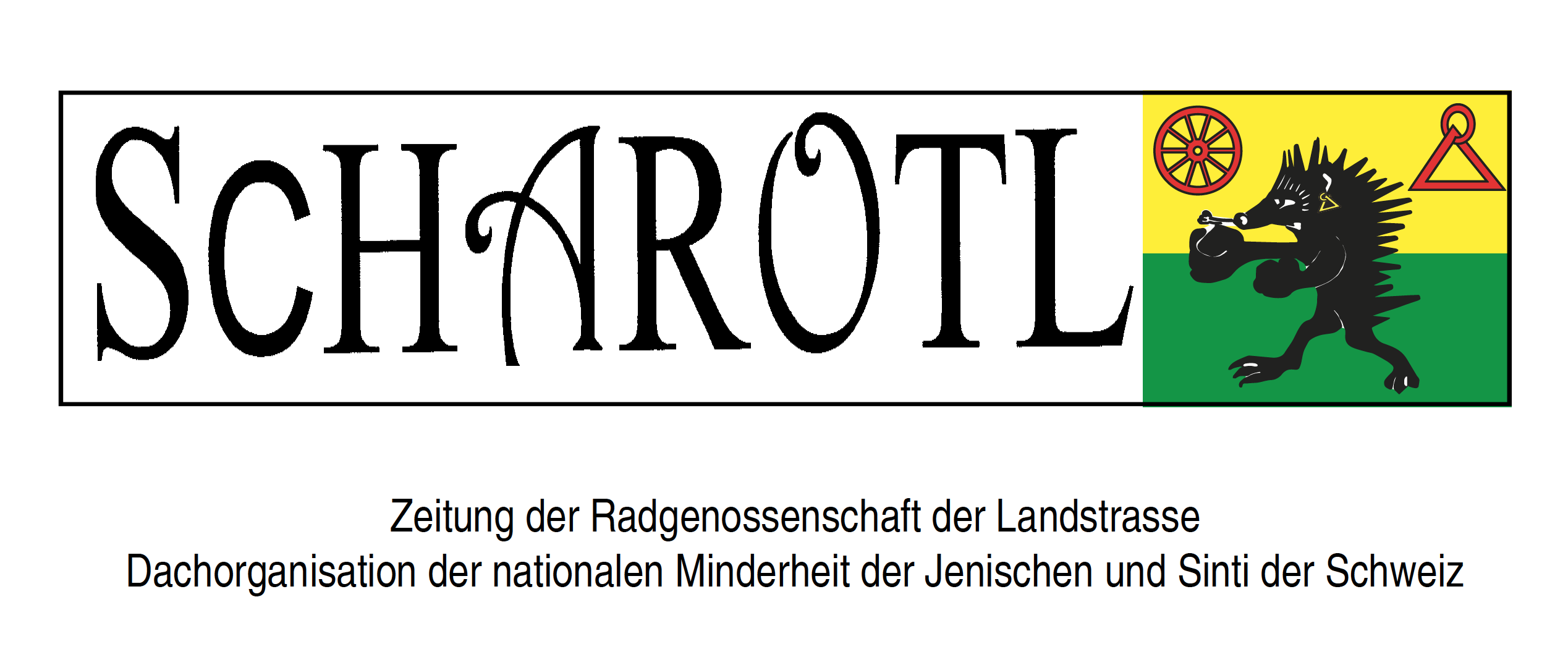
Neuer Zeitungskopf Scharotl, mit Untertiteln 2016

### Neuorientierung zur Minderheitenpolitik
1985, mit dem Abklingen der Achtundsechziger-Strömung, setzten sich in der Radgenossenschaft mehrheitlich ein neues Selbstverständnis und eine neue Aufgabenbestimmung durch, die in einen grundlegenden minderheits- und entschädigungspolitischen Strategiewechsel mündeten. Ein Teil der Funktionsträger und Mitglieder verliess in jener Zeit die Radgenossenschaft. Präsident wurde der Jenische Robert Huber, ein Vertreter des neuen Kurses. 2010 folgte ihm sein Sohn Daniel Huber in diese Funktion.
Nach 1985 konzentrierte die Radgenossenschaft sich auf die Vertretung der Schweizer Jenischen, mit Fokus auf die „fahrenden Jenischen“, und lockerte die bis dahin enge Kooperation mit Organisationen der Roma-Gemeinschaft. In der weiteren Folge erhob die Radgenossenschaft den Anspruch, es handle sich bei der Gruppe der Jenischen, die ein Volk bilden würden, um eine fünfte Ethnie der Schweiz. Sie grenzt sich seither ethnisch ab gegen die Gruppen der Schweizer Roma, wiewohl sie diese z. B. in Entschädigungsfragen weiterhin vertrat. So war im 18-köpfigen Beirat des Schweizer Fonds für bedürftige Opfer des Holocaust als Repräsentant der Opfergruppe der „Fahrenden“ neben dem Präsidenten der International Roma Union auch der jenische Präsident der Radgenossenschaft vertreten.
Die Radgenossenschaft verwirft heute die romantische Aussagen der von den Hippies beeinflussten Gründerzeit zu einer indischen Herkunft der Jenischen und betont deren Zugehörigkeit zum alteuropäischen Kulturkreis. Ihre seit 1975 regelmässig erscheinende Zeitschrift Scharotl (i. e. „Wohnwagen“) formulierte das veränderte Selbstverständnis mit der Unterzeile „Zeitung des jenischen Volkes“, nachdem sie sich bis dahin als „offizielles Genossenschaftsorgan des Fahrenden Volkes der Schweiz“ beschrieb. Der Kurswechsel bringt die Radgenossenschaft in Übereinstimmung mit jenischen Interessenvereinigungen, die im ersten Jahrzehnt dieses Jahrhunderts gegründet wurden, die sich nie anders verstanden und Jenische stets als Gruppe separater Ethnizität von Roma abgrenzten.
Heute erklärt sie, die Jenischen und Sinti zu vertreten und die Roma zu unterstützen. Die Unterzeile beim Vereinsorgan Scharotl lautet – Stand Dezember 2016 – Zeitung der Radgenossenschaft der Landstrasse, Dachorganisation der nationalen Minderheit der Jenischen und Sinti der Schweiz. 

## Anerkannte Dachorganisation der Jenischen und Sinti der Schweiz
Auf der Homepage der Radgenossenschaft heisst es: „Die Radgenossenschaft der Landstrasse ist die Dachorganisation der Jenischen und Sinti, die nationale Minderheiten der Schweiz sind. Sie unterstützt die Interessen aller Roma.“
Für die Schweiz wurden 1978/1983 zwischen 25.000 und 35.000 Menschen mit „(zumindest teilweise) jenischer Abstammung“ angenommen. Die Zahl der regelmässig aktiv Fahrenden betrug 1999 nach einer Bestandsaufnahme der Nutzungszahlen der Schweizer Stand- und Durchgangsplätze etwa 2.500. Die Nutzungsstatistik unterscheidet nicht nach Staatsbürgerschaft und Ethnizität. Die Angabe summiert mithin schweizerische und nichtschweizerische Fahrende, soweit sie die statistisch erfassten Plätze benutzten und nicht (z. B. wegen der für die oft grösseren, sogenannten „durchreisenden“ Gruppen zu klein dimensionierten offiziellen Durchgangsplätze) auf anderen Plätzen ihre Wohnwagen aufstellten. Eine Aussage über den Anteil der Jenischen ist demnach nicht möglich. Die Statistik unterscheidet nicht nach der Dauer des „Reisens“ im Jahresverlauf. Eine Aussage über den Anteil der dauerhaft vom Frühjahr bis zum Herbst nicht sesshaft Lebenden ist also ebenfalls nicht möglich. Gesichert ist jedoch, dass die übergrosse Mehrheit in der Schweiz nicht anders als im übrigen Europa seit langem ortsfest lebt und die traditionelle Erwerbsmigration eine untergeordnete Rolle spielt.
Im Jahre 2008 hatte die Radgenossenschaft 114 Mitglieder – wobei eine Familie oft nur eine Mitgliedschaft bezahlt –, die Verbandszeitschrift darüber hinaus zahlende 91 Abonnenten.
Die Radgenossenschaft ist vom Bund als der „Dachverband der Schweizer Fahrenden“ anerkannt. Seit 1986 wird sie aus Bundesmitteln subventioniert. Einen kleineren Teil dieser Mittel leitet die Radgenossenschaft an andere Fahrendenorganisationen weiter. Unter „Fahrenden“ verstand der Bund, der den Wandel im Selbstverständnis der Radgenossenschaft wie insgesamt die Selbstethnisierung Jenischer ab Herbst 2016 mitvollzog, folgende Gruppen: „Die Jenischen bilden die Hauptgruppe der Fahrenden schweizerischer Nationalität. Der Rest der Schweizer Fahrenden gehört zumeist der Gruppe der Sinti (Manusch) an.“ (Schweizerische Eidgenossenschaft, Bundesamt für Kultur, 2006).

## Programmatik

### Statuten
Die Ziele der Radgenossenschaft sind in ihren geltenden Statuten detailliert dargelegt; der Zweckartikel besagt: „Die Radgenossenschaft vertritt die Interessen der Jenischen, Sinti und Roma in der Schweiz, sowohl des fahrenden wie des sesshaften Teils dieser Minderheiten. Zentrale Aufgabe ist es, eine politische Stimme dieser Minderheiten zu sein und ihre Anliegen in der Öffentlichkeit und gegenüber Behörden zu vertreten. Ziel ist die Anerkennung der Jenischen, Sinti und Roma als nationale Minderheiten. Die Radgenossenschaft fördert alle Bestrebungen, welche die Minderheiten stärken: Schaffung von Lebensraum – namentlich die Schaffung von Stand und Durchgangsplätzen; Soziale Unterstützung – durch Beratung und Vermittlung; Förderung der Kultur – mit Veranstaltungen, mit der Organisation der Feckerchilbi, Führung eines Dokumentationszentrums; Förderung der Bildung – Integration in den regulären Schulen und Unterstützung während der Reise; Förderung der Minderheitensprachen – Schaffung von Lernmöglichkeiten für Minderheitenangehörige; Vernetzung der Organisationen der Minderheiten – auf dem Boden der demokratischen Auseinandersetzung; Pflege der Beziehungen mit den Behörden – und Eintreten für einen respektvollen Verkehr auf Augenhöhe; Pflege der internationalen Beziehungen; die Radgenossenschaft versteht sich als Teil der internationalen Roma-Bewegung; Förderung und Erhalt der jenischen Sprache.“

### Tagespolitische Ziele
Die tagespraktischen Zielsetzungen der Radgenossenschaft haben sich seit ihrer Gründung wenig verändert, in Teilen konnten sie erreicht werden. Sie bezogen und beziehen sich auf die Verbesserung der Erwerbs- und Lebensbedingungen der noch reisenden Marktbeschicker und Kleinhandwerker mit jenischem Selbstverständnis.
Sozial-, bildungs- und beschäftigungspolitische Forderungen zur Verbesserung der Lage der häufig in sozialen Brennpunkten lebenden ortsfest gewordenen Jenischen (Massnahmen zur Verbesserung des Schul- und Ausbildungserfolgs und der Chancen auf dem Arbeitsmarkt, der Wohnbedingungen, der Situation von kinderreichen und unvollständigen Familien etc.) erhebt die Radgenossenschaft nicht, wie sie insgesamt die Lebenslage dieses Teils der Minderheit öffentlich nicht thematisiert.
Primäre Ziele sind:
- die Einrichtung einer hinreichenden Zahl gut ausgestatteter Standplätze als Winterquartiere; die Radgenossenschaft hat 2016 einen eigenen Platz in Graubünden in Pacht übernommen.
- die Einrichtung einer hinreichenden Zahl gut ausgestatteter Durchgangsplätze für die Monate der „Reise“; die Anzahl Durchgangsplätze ist trotz der Bemühungen der Radgenossenschaft im letzten Jahrzehnt gesunken.
- die Vereinheitlichung der von Kanton zu Kanton unterschiedlichen Bedingungen (Auflagen und Gebühren) der Gewerbegenehmigung („Patente“); dieses Ziel ist mittlerweile vollständig erreicht worden.
- die Regelung des Schulbesuchs in einer Weise, dass Reise, Familienerwerb und Schulbesuch miteinander vereinbar würden.
- die Anerkennung der Jenischen, Sinti und Roma als nationale Minderheiten; dieses Ziel ist in den Statuten der Radgenossenschaft verankert worden.

### Anerkennung der Minderheit, ihrer Sprache und ihres Opferstatus
Neben den genannten alltagspraktischen Forderungen zur Verbesserung der Reisebedingungen und der wirtschaftlichen Konkurrenzsituation standen und stehen kultur- und allgemeinpolitische Forderungen. Von zentraler Bedeutung sind
- die staatliche Anerkennung der jenischen Sprache als zu schützendes Kulturgut. Inzwischen hat die Schweiz dem Jenischen mit der Ratifizierung der europäischen Sprachencharta 1997 den Status einer „territorial nicht gebundenen Sprache“ gegeben.[22][23] Die Radgenossenschaft engagiert sich konkret für die Pflege der jenischen Sprache; so berichtet sie von ihrer Generalversammlung 2017: „Einstimmig wurde beschlossen, drei Projekte zur Förderung des Spracherwerbs durch jenische Kinder zu unterstützen: nämlich Sprachnachmittage, ein illustriertes kleines Wörterbuch, ein Kinderbuch auf jenisch.“[24] Der Anspruch der Jenischen auf Massnahmen zur Förderung ihrer Sprache wurde von der Schweiz mehrfach bejaht. Weil viele Jenische Wert auf den geheimsprachlichen Charakter ihrer Sprache legen, besteht unter ihnen jedoch bisher keine Einigkeit über geeignete Förderungsmassnahmen. Die Radgenossenschaft lehnt alle Massnahmen ab, die eine Erschliessung der Sprache «anderen Kulturkreisen gegenüber zum Ziel haben».[25]

- die Anerkennung der Jenischen, Sinti und Roma als nationale Minderheit gemäss einer 2015 zusammen mit weiteren Organisationen lancierten Petition.[26] Mit der Ratifizierung des Rahmenübereinkommens des Europarates zum Schutz nationaler Minderheiten wurde 1998 die multikulturelle Minderheit der Fahrenden mit Schweizer Staatsbürgerschaft als nationale Minderheit anerkannt.[22] Die Petition für die Anerkennung der Jenischen und Sinti in ihrer Gesamtheit und für ihre korrekte Benennung wurde am 6. April 2016 dem zuständigen Bundesrat (Mitglied der schweizerischen Landesregierung) eingereicht.[27] Am 15. September 2016 erklärte Bundesrat Alain Berset in einer Rede an der Feckerchilbi unter Bezugnahme auf diese Petition: „Ich anerkenne diese Forderung nach Selbstbezeichnung. Ich werde mich dafür einsetzen, dass der Bund Sie künftig ‚Jenische‘ und ‚Sinti‘ nennt.“[28] 2025 anerkannte die Schweizerische Landesregierung die Jenischen und Sinti des Landes als Opfer eines unter staatlicher Mitwirkung begangenen "Verbrechens gegen die Menschlichkeit"; dies gemäss den Schlussfolgerungen eines Gutachtens des Völkerrechtlers Oliver Diggelmann, das nach einem Schreiben der Radgenossenschaft und weiterer jenischer Organisationen und Persönlichkeiten in Auftrag gegeben wurde.[29]

### Nichtschweizer Fahrende
Seit den 1990er Jahren wurde zunehmend die Frage des Umgangs mit vorübergehend in der Schweiz reisenden Roma-Familien ein Thema für die Radgenossenschaft. Sie betont, „wie wichtig die Trennung dieser beiden verschiedenen Kulturen“ sei, und zugleich, dass „nicht die eine Minderheit gegen die andere ausgespielt wird“.
Der Präsident der Radgenossenschaft Daniel Huber erklärt 2015, dass sich die Radgenossenschaft „von Anfang an als ein Teil der internationalen 'Zigeunerbewegung' verstand“. Er sagt über die Roma: „Es sind Menschen wie du und ich, die Lebensraum brauchen.“ Zum konkreten Bedarf nach Plätzen meint er: „Da der Lebensraum für die schweizerischen Jenischen und Sinti schon knapp bemessen ist und die bestehenden Plätze durch Jenische und Sinti meist belegt sind, braucht es zusätzliche Plätze für die aus dem Ausland kommenden Roma, die oft in grösseren Gruppen reisen.“ Gemäss Statuten unterstützt die Radgenossenschaft auch die Interessen der fahrenden und sesshaften Roma in der Schweiz und befürwortet die Anerkennung der Roma als nationale Minderheit der Schweiz.

### Forderung nach europaweiter Anerkennung der Jenischen
Im Herbst 2019 haben Jenische aus mehreren europäischen Ländern – Deutschland, Schweiz, Österreich, Frankreich, Luxemburg – einen „Europäischen Jenischen Rat“ gegründet, Initianten sind die schweizerische Radgenossenschaft der Landstrasse und der 2019 gegründete Zentralrat der Jenischen in Deutschland. Der Europäische Jenische Rat stellt sich die Aufgabe, für die Anerkennung der Jenischen europaweit zu wirken. Im Mittelpunkt steht eine Petition, die gleichzeitig lanciert wurde; sie ist an den Europarat gerichtet ist und trägt den Titel: „Die europäische Minderheit der Jenischen verlangt Anerkennung, Respekt und die Benennung gemäss ihrer Selbstbezeichnung“.

## Vorstand

### Präsidenten
| Jahre     | Präsident        |
| --------- | ---------------- |
| 1975–1976 | René Götschi     |
| 1976–1978 | Robert Waser     |
| 1978–1981 | Walter Wegmüller |
| 1981–1984 | Paul Bertschi    |
| 1984–1985 | Genoveva Graff   |
| 1985–2009 | Robert Huber     |
| seit 2009 | Daniel Huber     |

### Weitere Mitglieder
Die Schriftstellerin Mariella Mehr war Gründungsmitglied und von 1975 bis 1978 Sekretär. Weitere Vorstandsmitglieder waren: der Fotograf Rob Gnant 1977–1981, der Sprachwissenschafter Robert Schläpfer 1975–1981, der Schriftsteller Sergius Golowin 1975–2004, der Musiker Alfred „Baschi“ Bangerter 1977–1983, Arzt und Roma-Politiker Ján Cibuľa 1977–1990. Geschäftsführer ist seit Herbst 2014 der Schriftsteller Willi Wottreng.

## Nachbarorganisationen
Neben der Radgenossenschaft bestehen u. a. in der Schweiz die folgenden Zusammenschlüsse:
- das Fahrende Zigeuner-Kulturzentrum,[34]
- die Evangelische Zigeunermission Schweiz – Leben und Licht, deren Präsident der Sinto May Bittel ist,[35]
- die Stiftung Naschet Jenische, hervorgegangen aus der Aufgabe, Entschädigungsgelder an Opfer des Hilfswerks Kinder der Landstrasse zu verteilen, leistet inzwischen nur mehr Hilfe bei sozialen und persönlichen Problemen und informiert über jenische Kultur. Besondere Bedeutung haben Beratung und Betreuung von Hilfswerk-Opfern.[36]

Die Vereine Jenischer Kulturverband Österreich e. V. und Jenischer Bund in Deutschland e. V. stehen insofern in Opposition zur Radgenossenschaft, als sie deren – inzwischen nurmehr historische – Definition Jenischer als „Stamm“ der Roma und die Mitgliedschaft der Radgenossenschaft in der IRU entschieden ablehnen. Als „transnationaler Verein für jenische Zusammenarbeit und Kulturaustausch“ versteht sich Schäft qwant in Basel. Der Verein ist assoziiertes Mitglied der Föderalistischen Union Europäischer Volksgruppen. Auch er grenzt Jenische und Roma voneinander ab.

## Publikationen der Radgenossenschaft
- Scharotl, Zeitschrift der Radgenossenschaft, erscheint vierteljährlich.
- Radgenossenschaft der Landstrasse (Hrsg.): Jenische Kultur. Ein unbekannter Reichtum. Was sie ist, wie sie war, wie sie weiterlebt. Zürich 2018, ISBN 978-3-033-06713-4
- Radgenossenschaft der Landstrasse (Hrsg.): La culture Yéniche. Un trésor inconnu. Son essence, son passé, son évolution aujourd'hui. Zurich 2018
- Radgenossenschaft der Landstrasse (Hrsg.): Camping Rania. Willkommen auf dem Platz Rania. Kulturort der Jenischen und Sinti und ihrer Gäste. Zürich 2018
- Radgenossenschaft der Landstrasse (Hrsg.): Jenisches Schicksal. Verwahrt in der Justizvollzugsanstalt. Ein kulturelles Gutachten. Zürich 2017